# Finistère
Finistère (em português, Finisterra) é um departamento da França localizado na região da Bretanha. Sua capital é a cidade de Quimper.